# Allgemeine Mineralogie
Die  Allgemeine Mineralogie ist der Bereich der Mineralogie, der die mineralogischen Prozesse in verallgemeinerter Form, losgelöst vom einzelnen Mineral, untersucht.

## Untersuchungsgegenstand
Die Allgemeine Mineralogie beschäftigt sich mit den Prozessen der Mineralbildung aus der Schmelze (magmatisch), aus heißen Lösungen (hydrothermal), aus dem Oberflächenwasser (sedimentär), aus anderen Mineralen oder natürlichen Gläsern (metamorph), in Böden (pedogen) oder durch Sublimation von Gasen. Dabei untersucht sie die beiden Phasen Keimbildung und Kristallwachstum ebenso wie die thermodynamischen Phasendiagramme.
Schließlich beschäftigt sie sich mit der Verwitterung der Minerale und den dabei auf mikroskopischer Ebene ablaufenden Prozessen, wie z. B. der Diffusion, der Lösung und der mechanischen Zerstörung.
Die Allgemeine Mineralogie befasst sich auch mit den chemischen Bindungen in den Mineralen, der Elektronenkonfiguration ihrer Atome und Ionen, den Kristallstrukturen und den Kristallformen. Sie erforscht die physikalischen und chemischen Eigenschaften der Minerale und die darauf basierenden Untersuchungsmethoden.

## Untersuchungsmethoden
Die Allgemeine Mineralogie nutzt die durch die spezielle Mineralogie gelieferten Ergebnisse und versucht, aus ihnen allgemeingültige Aussagen über mineralogische Prozesse abzuleiten.

## Teildisziplinen
- Kristallographie
- Petrologie
- Petrographie
- Geochemie
- Kosmochemie